# Danh sách 10 người giàu nhất sàn chứng khoán Việt Nam
Đây là một danh sách chưa hoàn tất, và có thể sẽ không bao giờ thỏa mãn yêu cầu hoàn tất. Bạn có thể đóng góp bằng cách mở rộng nó bằng các thông tin đáng tin cậy.
Dưới đây là danh sách 10 người giàu nhất sàn chứng khoán Việt Nam tính đến năm 2023. Doanh nhân Phạm Nhật Vượng là người liên tục dẫn đầu bảng xếp hạng 10 người giàu nhất trên sàn chứng khoán Việt Nam từ năm 2010 đến 2022 (gián đoạn hai năm 2016-2017) và ông là tỷ phú Việt Nam đầu tiên lọt vào danh sách top 1000 tỷ phú giàu nhất thế giới (xếp hạng thứ 974 thế giới) do tạp chí Forbes của Mỹ bình chọn vào tháng 3 năm 2013.

## Thập niên 2020

### Năm 2023
Kể từ thời điểm cuối tháng 6 năm 2023 đến nay, bảng xếp hạng những người giàu nhất trên sàn chứng khoán Việt Nam có nhiều biến động, đặc biệt là trong top đầu. Vượt mặt tỷ phú Phạm Nhật Vượng, "cha đẻ" Thép Hòa Phát - ông Trần Đình Long vươn lên "dẫn đầu" thị trường chứng khoán với khối tài sản trên 38.500 tỷ đồng.
Theo giá phiên giao dịch ngày 26 tháng 9 năm 2023, Chủ tịch HĐQT của Tập đoàn FPT là ông Trương Gia Bình ghi nhận tổng tài sản tăng mạnh thêm khoảng 1.000 tỷ đồng, đạt mức 8.500 tỷ đồng nhờ giá cổ phiếu tăng thêm 1,1% lên 95.300 đồng/cp và ông cũng được chia cổ tức cũng như mua cổ phiếu ESOP. Với khối tài sản này, ông Trương Gia Bình vượt ông Hồ Xuân Năng (người hiện có khối tài sản 7.830 tỷ đồng) để lọt vào top 10 người giàu nhất trên sàn chứng khoán Việt Nam. Đây là lần đầu tiên sau 15 năm qua, ông Bình trở lại vị trí này.
| Thứ hạng | Họ và tên       | Chức danh                       | Tổng tài sản (tỷ đồng) | Nguồn tài sản           |
| -------- | --------------- | ------------------------------- | ---------------------- | ----------------------- |
| 1        | Trần Đình Long  | Chủ tịch HĐQT Tập đoàn Hòa Phát | 38.514                 | Tập đoàn Hòa Phát (HPG) |
| 2        | Phạm Nhật Vượng | Chủ tịch HĐQT Tập đoàn Vingroup | 35.946                 | Tập đoàn Vingroup (VIC) |
| –        | —               | —                               | —                      | —                       |
| 10       | Trương Gia Bình | Chủ tịch HĐQT Tập đoàn FPT      | 8.500                  | Tập đoàn FPT (FPT)      |

### Năm 2020
Sau một năm 2020 đầy biến động do tác động bởi dịch Covid-19, giá trị tài sản của các tỷ phú Việt Nam đều thay đổi mạnh, mặc dù thứ hạng của họ phần nhiều vẫn như năm 2019. Trong top 10 người giàu nhất sàn chứng khoán Việt Nam, ngành bất động sản chiếm ưu thế khi có tới 5 đại diện. Họ sở hữu khối tài sản 353.957 tỷ đồng, tăng gần 35.500 tỷ so với năm 2019.
| Thứ hạng | Họ và tên              | Chức danh | Tổng tài sản (tỷ đồng) | Nguồn tài sản |
| -------- | ---------------------- | --- | ---------------------- | --- |
| 1        | Phạm Nhật Vượng        | - Chủ tịch HĐQT Tập đoàn Vingroup - Thành viên HĐQT CTCP Vinhomes - Gián tiếp sở hữu thông qua 92,88% cổ phần tại CTCP Tập đoàn Đầu tư Việt Nam | 207.926                | - Tập đoàn Vingroup (VIC) - Công ty cổ phần Vinhomes (VHM) - Công ty Cổ phần Tập đoàn Đầu tư Việt Nam (VIC)                                                                             |
| 2        | Trần Đình Long         | Chủ tịch HĐQT Tập đoàn Hòa Phát | 35.338                 | Tập đoàn Hòa Phát (HPG) |
| 3        | Nguyễn Thị Phương Thảo | - Phó Chủ tịch thường trực HDB - Phó Chủ tịch HĐQT kiêm Tổng Giám đốc VJC - Chủ tịch HĐQT CTCP Sovico (SVC) - Gián tiếp sở hữu thông qua 100% cổ phần tại Công ty TNHH Đầu tư Hướng Dương Sunny | 26.589                 | - Ngân hàng thương mại cổ phần Phát triển Thành phố Hồ Chí Minh (HDB) - Công ty Cổ phần Hàng không Vietjet (VJC) - Công ty TNHH Đầu tư Hướng Dương Sunny                                |
| 4        | Hồ Hùng Anh            | - Chủ tịch HĐQT TCB - Thành viên HĐTV Công ty TNHH Chứng khoán Kỹ Thương (TCBS) - Chủ tịch HĐTV Công ty TNHH Quản lý quỹ Kỹ Thương (TECHCAPITAL) - Gián tiếp sở hữu thông qua 47,56% cổ phần tại CTCP Masan (MSN) - Gián tiếp sở hữu thông qua 47,56% cổ phần tại Công ty TNHH MTV Xây dựng Hoa Hướng Dương | 21.825                 | - Ngân hàng thương mại cổ phần Kỹ Thương Việt Nam (TCB) - Công ty Cổ phần Tập đoàn Masan (MSN) - Công ty TNHH MTV Xây dựng Hoa Hướng Dương                                              |
| 5        | Nguyễn Đăng Quang      | - Cổ đông lớn tại MCH, MSN và TCB - Gián tiếp sở hữu thông qua 48,5% cổ phần tại Công ty Cổ phần Tập đoàn Masan (MSN) - Gián tiếp sở hữu thông qua 48,5% cổ phần tại Công ty TNHH MTV Xây dựng Hoa Hướng Dương                                                                                              | 21.342                 | - Công ty Cổ phần Hàng tiêu dùng Masan (MCH) - Công ty Cổ phần Tập đoàn Masan (MSN) - Ngân hàng thương mại cổ phần Kỹ Thương Việt Nam (TCB) - Công ty TNHH MTV Xây dựng Hoa Hướng Dương |
| 6        | Phạm Thu Hương         | Vợ ông Phạm Nhật Vượng, Phó Chủ tịch HĐQT Tập đoàn Vingroup | 16.390                 | Tập đoàn Vingroup (VIC) |
| 7        | Bùi Thành Nhơn         | Chủ tịch HĐQT NVL | 14.485                 | Công ty cổ phần Tập đoàn Đầu tư Địa ốc Nova (NVL) |
| 8        | Nguyễn Văn Đạt         | Chủ tịch HĐQT PDR | 12.381                 | Công ty cổ phần Phát triển Bất động sản Phát Đạt (PDR) |
| 9        | Phạm Thúy Hằng         | Phó Chủ tịch HĐQT Tập đoàn Vingroup, em vợ ông Phạm Nhật Vượng | 10.946                 | Tập đoàn Vingroup (VIC) |
| 10       | Hồ Xuân Năng           | - Chủ tịch HĐQT VCS - Gián tiếp sở hữu thông qua 90% cổ phần tại Công ty cổ phần Tập đoàn Phượng Hoàng Xanh A&A | 10.855                 | - Công ty cổ phần VICOSTONE (VCS) - Công ty cổ phần Tập đoàn Phượng Hoàng Xanh A&A |

## Thập niên 2010

### Năm 2019
Kết thúc năm 2019, bảng xếp hạng 200 người giàu nhất trên sàn chứng khoán Việt Nam, đặc biệt là top 10 tỷ phú giàu nhất có một đặc điểm đáng lưu ý đó là: Tổng giá trị tài sản của nhóm người giàu nhất gia tăng một cách mạnh mẽ.
| Thứ hạng | Họ và tên              | Chức danh | Tổng tài sản (tỷ đồng) | Nguồn tài sản |
| -------- | ---------------------- | --- | ---------------------- | --- |
| 1        | Phạm Nhật Vượng        | - Chủ tịch HĐQT Tập đoàn Vingroup - Gián tiếp sở hữu thông qua 92,88% cổ phần tại CTCP Tập đoàn Đầu tư Việt Nam | 214.496                | Tập đoàn Vingroup (VIC) |
| 2        | Nguyễn Thị Phương Thảo | - Phó Chủ tịch thường trực HDB - Phó Chủ tịch HĐQT kiêm Tổng Giám đốc VJC - Chủ tịch HĐQT CTCP Sovico - Gián tiếp sở hữu thông qua 100% cổ phần tại Công ty TNHH Đầu tư Hướng Dương Sunny | 30.554                 | - Ngân hàng thương mại cổ phần Phát triển Thành phố Hồ Chí Minh (HDB) - Công ty Cổ phần Hàng không Vietjet (VJC) - Công ty TNHH Đầu tư Hướng Dương Sunny                                |
| 3        | Phạm Thu Hương         | Phó Chủ tịch HĐQT Tập đoàn Vingroup, vợ ông Phạm Nhật Vượng | 17.371                 | Tập đoàn Vingroup (VIC) |
| 4        | Trần Đình Long         | Chủ tịch HĐQT Tập đoàn Hòa Phát | 16.450                 | Tập đoàn Hòa Phát (HPG) |
| 5        | Hồ Hùng Anh            | - Chủ tịch HĐQT Ngân hàng thương mại cổ phần Kỹ Thương Việt Nam (Techcombank) - Thành viên HĐTV Công ty TNHH Chứng khoán Kỹ Thương - Chủ tịch HĐTV Công ty TNHH Quản lý quỹ Kỹ Thương - Gián tiếp sở hữu thông qua 47,56% cổ phần tại CTCP Masan - Gián tiếp sở hữu thông qua 47,56% cổ phần tại Công ty TNHH MTV Xây dựng Hoa Hướng Dương | 14.898                 | - Ngân hàng thương mại cổ phần Kỹ Thương Việt Nam (TCB) - Công ty Cổ phần Tập đoàn Masan (MSN) - Công ty TNHH MTV Xây dựng Hoa Hướng Dương                                              |
| 6        | Nguyễn Đăng Quang      | - Cổ đông lớn - Gián tiếp sở hữu thông qua 48,5% cổ phần tại CTCP Masan - Gián tiếp sở hữu thông qua 48,5% cổ phần tại Công ty TNHH MTV Xây dựng Hoa Hướng Dương | 14.472                 | - Công ty Cổ phần Hàng tiêu dùng Masan (MCH) - Công ty Cổ phần Tập đoàn Masan (MSN) - Ngân hàng thương mại cổ phần Kỹ Thương Việt Nam (TCB) - Công ty TNHH MTV Xây dựng Hoa Hướng Dương |
| 7        | Phạm Thúy Hằng         | Phó Chủ tịch HĐQT Tập đoàn Vingroup, em vợ ông Phạm Nhật Vượng | 11.601                 | Tập đoàn Vingroup (VIC) |
| 8        | Bùi Thành Nhơn         | Chủ tịch HĐQT NVL | 11.405                 | Công ty cổ phần Tập đoàn Đầu tư Địa ốc Nova (NVL) |

### Năm 2018
Tổng tài sản của 10 doanh nhân giàu nhất sàn chứng khoán Việt Nam lên tới hơn 315.000 tỷ đồng, tăng gần 45.000 tỷ đồng so với năm 2017.
| Thứ hạng | Họ và tên              | Chức danh | Tổng tài sản (tỷ đồng) | Nguồn tài sản |
| -------- | ---------------------- | --- | ---------------------- | --- |
| 1        | Phạm Nhật Vượng        | - Chủ tịch HĐQT CTCP Vinhomes (VHM) - Chủ tịch HĐQT Tập đoàn Vingroup - Gián tiếp sở hữu thông qua 92,88% cổ phần tại CTCP Tập đoàn Đầu tư Việt Nam | 177.752                | - Tập đoàn Vingroup (VIC) - CTCP Tập đoàn Đầu tư Việt Nam |
| 2        | Nguyễn Thị Phương Thảo | - Phó Chủ tịch thường trực HDB - Phó Chủ tịch HĐQT kiêm Tổng Giám đốc VJC - Chủ tịch HĐQT CTCP Sovico - Gián tiếp sở hữu thông qua 100% cổ phần tại Công ty TNHH Đầu tư Hướng Dương Sunny | 21.311                 | - Ngân hàng thương mại cổ phần Phát triển Thành phố Hồ Chí Minh (HDB) - Công ty Cổ phần Hàng không Vietjet (VJC) - Công ty TNHH Đầu tư Hướng Dương Sunny                                |
| 3        | Hồ Hùng Anh            | - Chủ tịch HĐQT Ngân hàng thương mại cổ phần Kỹ Thương Việt Nam (TCB) - Thành viên HĐTV Công ty TNHH Chứng khoán Kỹ Thương - Chủ tịch HĐTV Công ty TNHH Quản lý quỹ Kỹ Thương - Gián tiếp sở hữu thông qua 47,56% cổ phần tại CTCP Masan (MSN) - Gián tiếp sở hữu thông qua 47,56% cổ phần tại Công ty TNHH MTV Xây dựng Hoa Hướng Dương | 20.182                 | - Ngân hàng thương mại cổ phần Kỹ Thương Việt Nam (TCB) - Công ty Cổ phần Tập đoàn Masan (MSN) - Công ty TNHH MTV Xây dựng Hoa Hướng Dương                                              |
| 4        | Nguyễn Đăng Quang      | - Cổ đông lớn tại MCH, MSN và TCB - Gián tiếp sở hữu thông qua 48,5% cổ phần tại CTCP Masan - Gián tiếp sở hữu thông qua 48,5% cổ phần tại Công ty TNHH MTV Xây dựng Hoa Hướng Dương | 19.790                 | - Công ty Cổ phần Hàng tiêu dùng Masan (MCH) - Công ty Cổ phần Tập đoàn Masan (MSN) - Ngân hàng thương mại cổ phần Kỹ Thương Việt Nam (TCB) - Công ty TNHH MTV Xây dựng Hoa Hướng Dương |
| 5        | Trần Đình Long         | Chủ tịch HĐQT Tập đoàn Hòa Phát | 16.533                 | Tập đoàn Hòa Phát (HPG) |
| 6        | Trịnh Văn Quyết        | - Chủ tịch HĐQT Tập đoàn FLC - Chủ tịch HĐQT CTCP Xây dựng FLC Faros | 15.573                 | - Công ty Cổ phần Chứng khoán Artex (ART) - Tập đoàn FLC (FLC) - Công ty cổ phần Xây dựng FLC Faros (ROS)                                                                               |

### Năm 2017
Tổng tài sản của 100 người giàu nhất sàn chứng khoán Việt Nam năm 2017 đạt 390 nghìn tỷ đồng (tương đương 17,2 tỷ đô la Mỹ), tăng 150% so với mức 155.000 tỷ đồng của cùng kỳ. Khối tài sản này tập trung rất lớn vào những người đứng đầu trong danh sách.
| Thứ hạng | Họ và tên              | Chức danh                                                                                            | Tổng tài sản (tỷ đồng) | Nguồn tài sản |
| -------- | ---------------------- | --- | ---------------------- | --- |
| 1        | Trịnh Văn Quyết        | - Chủ tịch HĐQT CTCP Tập đoàn FLC - Chủ tịch HĐQT CTCP Xây dựng FLC Faros                            | 56.703                 | - Công ty Cổ phần Chứng khoán Artex (ART) - Công ty cổ phần Tập đoàn FLC - Công ty cổ phần Xây dựng FLC Faros (ROS) |
| 2        | Phạm Nhật Vượng        | Chủ tịch HĐQT Tập đoàn Vingroup                                                                      | 47.782                 | Tập đoàn Vingroup (VIC)                                                                                             |
| 3        | Nguyễn Thị Phương Thảo | - Phó Chủ tịch HĐQT HDB - Phó Chủ tịch HĐQT kiêm Tổng Giám đốc VJC - Chủ tịch HĐQT CTCP Sovico (SVC) | 21.605                 | - Ngân hàng thương mại cổ phần Phát triển Thành phố Hồ Chí Minh (HDB) - Công ty Cổ phần Hàng không Vietjet (VJC)    |
| 4        | Trần Đình Long         | Chủ tịch HĐQT Tập đoàn Hòa Phát                                                                      | 14.213                 | Tập đoàn Hòa Phát (HPG)                                                                                             |
| 5        | Bùi Thành Nhơn         | Chủ tịch HĐQT NVL                                                                                    | 8.860                  | Công ty cổ phần Tập đoàn Đầu tư Địa ốc Nova (NVL)                                                                   |
| 6        | Phạm Thu Hương         | Phó Chủ tịch HĐQT Tập đoàn Vingroup, vợ ông Phạm Nhật Vượng                                          | 8.239                  | Tập đoàn Vingroup (VIC)                                                                                             |
| 7        | Nguyễn Đức Tài         | Chủ tịch HĐQT kiêm Tổng giám đốc MWG                                                                 | 5.986                  | Công ty cổ phần Đầu tư Thế giới Di động (MWG)                                                                       |

### Năm 2016
Trong danh sách những người giàu nhất Việt Nam 2016, số doanh nhân ngành bất động sản hoặc liên quan đến bất động sản chiếm số lượng áp đảo, với tỷ lệ 7/15 người.
| Thứ hạng | Họ và tên           | Chức danh | Tổng tài sản (tỷ đồng) | Nguồn tài sản |
| -------- | ------------------- | --- | ---------------------- | --- |
| 1        | Trịnh Văn Quyết     | Chủ tịch HĐQT CTCP Tập đoàn FLC | 33.806                 | - Công ty Cổ phần Chứng khoán Artex (ART) - Công ty cổ phần Tập đoàn FLC - Công ty cổ phần Xây dựng FLC Faros (ROS) |
| 2        | Phạm Nhật Vượng     | Chủ tịch HĐQT Tập đoàn Vingroup | 30.410                 | Tập đoàn Vingroup (VIC)                                                                                             |
| 3        | Trần Đình Long      | Chủ tịch HĐQT CTCP Tập đoàn Hòa Phát                                                                                                 | 9.147                  | Tập đoàn Hòa Phát (HPG)                                                                                             |
| 4        | Bùi Thành Nhơn      | Chủ tịch HĐQT Novaland | 7.584                  | CTCP tập đoàn đầu tư địa ốc Nova (Novaland)                                                                         |
| 5        | Phạm Thu Hương      | Phó Chủ tịch HĐQT Tập đoàn Vingroup, vợ ông Phạm Nhật Vượng                                                                          | 5.240                  | Tập đoàn Vingroup (VIC)                                                                                             |
| 6        | Nguyễn Đức Tài      | Chủ tịch HĐQT CTCP Đầu tư Thế giới di động                                                                                           | 3.588                  | Công ty Cổ phần Thế giới di động (MWG)                                                                              |
| 7        | Phạm Thúy Hằng      | Phó Chủ tịch HĐQT Tập đoàn Vingroup, em vợ ông Phạm Nhật Vượng                                                                       | 3.501                  | VIC |
| 8        | Vũ Thị Hiền         | Vợ ông Trần Đình Long, Cổ đông lớn                                                                                                   | 2.649                  | Tập đoàn Hòa Phát (HPG)                                                                                             |
| 9        | Trương Thị Lệ Khanh | Chủ tịch HĐQT CTCP Vĩnh Hoàn | 2.634                  | Công ty Cổ phần Vĩnh Hoàn (VHC)                                                                                     |
| 10       | Đỗ Hữu Hạ           | - Chủ tịch HĐQT kiêm Tổng Giám đốc CTCP Đầu tư Dịch vụ Tài chính Hoàng Huy (TCH) - Chủ tịch HĐQT CTCP Đầu tư Dịch vụ Hoàng Huy (HHS) | 2.571                  | - Công ty Cổ phần Đầu tư Dịch vụ Hoàng Huy (HHS) - Công ty cổ phần Đầu tư Dịch vụ Tài chính Hoàng Huy (TCH)         |

### Năm 2015
Số liệu tổng hợp của phiên giao dịch cuối cùng khép lại năm 2015 cho thấy tổng tài sản của 100 người giàu nhất trên sàn chứng khoán Việt Nam đạt gần 83.653 tỷ đồng (gần 3,7 tỷ đô la Mỹ), tăng 2,6% so với danh sách năm 2014.
| Thứ hạng | Họ và tên        | Chức danh                                                   | Tổng tài sản (tỷ đồng) | Nguồn tài sản |
| -------- | ---------------- | ----------------------------------------------------------- | ---------------------- | --- |
| 1        | Phạm Nhật Vượng  | Chủ tịch HĐQT VIC                                           | 24.332,0               | Tập đoàn Vincom (VIC) |
| 2        | Trần Đình Long   | Chủ tịch HĐQT HPG                                           | 5.382,4                | Tập đoàn Hòa Phát (HPG)                                                                                                  |
| 3        | Phạm Thu Hương   | Phó Chủ tịch HĐQT VIC, vợ ông Phạm Nhật Vượng               | 4.195,8                | Vingroup (VIC) |
| 4        | Đoàn Nguyên Đức  | - Chủ tịch HĐQT HNG - Chủ tịch HĐQT HAG                     | 3.616,8                | Tập đoàn Hoàng Anh Gia Lai (HAG)                                                                                         |
| 5        | Phạm Thúy Hằng   | Phó Chủ tịch HĐQT VIC, em vợ ông Phạm Nhật Vượng            | 2.802,1                | VIC |
| 6        | Nguyễn Hoàng Yến | - Ủy viên HĐQT MSN, vợ ông Nguyễn Đăng Quang                | 2.032,7                | Công ty cổ phần Tập đoàn Masan (MSN)                                                                                     |
| 7        | Nguyễn Đức Tài   | - Tổng giám đốc MWG - Chủ tịch HĐQT MWG                     | 1.778,6                | Công ty Cổ phần Thế giới di động (MWG)                                                                                   |
| 8        | Nguyễn Văn Đạt   | - Chủ tịch HĐQT PDR - Tổng giám đốc PDR                     | 1.641,5                | Công ty Phát triển Bất động sản Phát Đạt (PDR)                                                                           |
| 9        | Nguyễn Duy Hưng  | - Chủ tịch HĐQT PAN - Tổng giám đốc SSI - Chủ tịch HĐQT SSI | 1.613,7                | - CTCK Sài Gòn (SSI) - Công ty Thực phẩm Sao Ta (DAC) - Công ty Xuyên Thái Bình (FMC) - Công ty Viglacera Đông Anh (PAN) |
| 10       | Vũ Thị Hiền      | Vợ ông Trần Đình Long                                       | 1.559,1                | Tập đoàn Hòa Phát (HPG)                                                                                                  |

### Năm 2014
Danh sách năm 2014 được xây dựng trên cơ sở thống kê tài sản của hơn 8.000 cổ đông thuộc diện phải công bố thông tin tại gần 700 doanh nghiệp niêm yết.
| Thứ hạng | Họ và tên       | Chức danh                               | Tổng tài sản (tỷ đồng) | Nguồn tài sản                   |
| -------- | --------------- | --------------------------------------- | ---------------------- | ------------------------------- |
| 1        | Phạm Nhật Vượng | Chủ tịch HĐQT Tập đoàn Vingroup         | 20.188,252             | Tập đoàn Vingroup (VIC)         |
| 2        | Đoàn Nguyên Đức | Chủ tịch HĐQT Công ty Hoàng Anh Gia Lai | 7.575,118              | Công ty Hoàng Anh Gia Lai (HAG) |
| 3        | Trần Đình Long  | Chủ tịch HĐQT Tập đoàn Hòa Phát         | 6.159,040              | Tập đoàn Hòa Phát (HPG)         |

### Năm 2013
Danh sách tỷ phú năm 2013 được xây dựng trên cơ sở thống kê tài sản của khoảng 8.400 cổ đông thuộc diện phải công bố thông tin tại gần 700 doanh nghiệp niêm yết.
| Thứ hạng | Họ và tên        | Chức danh                                                                              | Tổng tài sản (tỷ đồng) | Nguồn tài sản                                  |
| -------- | ---------------- | -------------------------------------------------------------------------------------- | ---------------------- | ---------------------------------------------- |
| 1        | Phạm Nhật Vượng  | Chủ tịch HĐQT Tập đoàn Vingroup                                                        | 19.923,582             | Tập đoàn Vingroup (VIC)                        |
| 2        | Đoàn Nguyên Đức  | Chủ tịch HĐQT Tập đoàn Hoàng Anh Gia Lai                                               | 6.387,903              | Tập đoàn Hoàng Anh Gia Lai (HAG)               |
| 3        | Trần Đình Long   | Chủ tịch HĐQT Tập đoàn Hòa Phát                                                        | 4.153,184              | Tập đoàn Hòa Phát (HPG)                        |
| 4        | Phạm Thu Hương   | Phó Chủ tịch HĐQT Tập đoàn Vingroup, vợ ông Phạm Nhật Vượng                            | 3.435,590              | Tập đoàn Vingroup (VIC)                        |
| 5        | Phạm Thúy Hằng   | Phó Chủ tịch HĐQT Tập đoàn Vingroup, em vợ ông Phạm Nhật Vượng                         | 2.294,419              | Tập đoàn Vingroup (VIC)                        |
| 6        | Nguyễn Hoàng Yến | - Ủy viên HĐQT Tập đoàn Masan, vợ ông Nguyễn Đăng Quang - Chủ tịch HĐQT Tập đoàn Masan | 1.796,805              | Tập đoàn Masan (MSN)                           |
| 7        | Lê Phước Vũ      | Chủ tịch HĐQT Tập đoàn Hoa Sen                                                         | 1.770,413              | Tập đoàn Hoa Sen (HSG)                         |
| 8        | Hà Văn Thắm      | - Chủ tịch HĐQT OCH - Chủ tịch HĐQT OGC                                                | 1.437,435              | Công ty cổ phần Tập đoàn Đại Dương (OGC)       |
| 9        | Nguyễn Văn Đạt   | Chủ tịch HĐQT kiêm Tổng giám đốc PDR                                                   | 1.320,960              | Công ty Phát triển Bất động sản Phát Đạt (PDR) |
| 10       | Hồ Hùng Anh      | Phó Chủ tịch HĐQT Tập đoàn Masan                                                       | 1.300,882              | Tập đoàn Masan (MSN)                           |

### Năm 2012
Danh sách năm 2012 được xây dựng dựa trên thông tin công bố của 704 doanh nghiệp niêm yết tại hai sàn Hà Nội và TP. Hồ Chí Minh.
| Thứ hạng | Họ và tên        | Chức danh                                                      | Tổng tài sản (tỷ đồng) | Nguồn tài sản                           |
| -------- | ---------------- | -------------------------------------------------------------- | ---------------------- | --------------------------------------- |
| 1        | Phạm Nhật Vượng  | Chủ tịch HĐQT Tập đoàn Vingroup                                | 17.184,760             | Tập đoàn Vingroup (VIC)                 |
| 2        | Đoàn Nguyên Đức  | Chủ tịch HĐQT Công ty cổ phần Hoàng Anh Gia Lai                | 5.608,890              | Công ty cổ phần Hoàng Anh Gia Lai (HAG) |
| 3        | Phạm Thu Hương   | Phó Chủ tịch HĐQT Tập đoàn Vingroup, vợ ông Phạm Nhật Vượng    | 2.963,312              | Tập đoàn Vingroup (VIC)                 |
| 4        | Nguyễn Hoàng Yến | Ủy viên HĐQT Tập đoàn Masan, vợ ông Nguyễn Đăng Quang          | 2.221,504              | Tập đoàn Masan (MSN)                    |
| 5        | Trần Đình Long   | Chủ tịch HĐQT Tập đoàn Hòa Phát                                | 2.122,243              | Tập đoàn Hòa Phát (HPG)                 |
| 6        | Phạm Thúy Hằng   | Phó Chủ tịch HĐQT Tập đoàn Vingroup, em vợ ông Phạm Nhật Vượng | 1.979,013              | Tập đoàn Vingroup (VIC)                 |
| 7        | Hồ Hùng Anh      | Phó Chủ tịch HĐQT Tập đoàn Masan                               | 1.608,363              | Tập đoàn Masan (MSN)                    |

### Năm 2011
Danh sách năm 2011 được xây dựng trên cơ sở tổng hợp số liệu, thông tin công bố của 723 doanh nghiệp niêm yết tại hai Sở Giao dịch Chứng khoán Hà Nội và Thành phố Hồ Chí Minh.
| Thứ hạng | Họ và tên        | Chức danh                                                | Tổng tài sản (tỷ đồng) | Nguồn tài sản                                  |
| -------- | ---------------- | -------------------------------------------------------- | ---------------------- | ---------------------------------------------- |
| 1        | Phạm Nhật Vượng  | Chủ tịch HĐQT CTCP Vincom                                | 16.763,566             | CTCP Vincom (VIC)                              |
| 2        | Đoàn Nguyên Đức  | Chủ tịch HĐQT CTCP Hoàng Anh Gia Lai                     | 4.348,251              | CTCP Hoàng Anh Gia Lai (HAG)                   |
| 3        | Phạm Thu Hương   | Thành viên HĐQT CTCP Vincom, vợ ông Phạm Nhật Vượng      | 2.890,682              | CTCP Vincom (VIC)                              |
| 4        | Nguyễn Hoàng Yến | Thành viên HĐQT Tập đoàn Masan, vợ ông Nguyễn Đăng Quang | 1.971,047              | Tập đoàn Masan (MSN)                           |
| 5        | Phạm Thúy Hằng   | Thành viên HĐQT CTCP Vincom, em vợ ông Phạm Nhật Vượng   | 1.919,476              | CTCP Vincom (VIC)                              |
| 6        | Hồ Hùng Anh      | Phó Chủ tịch HĐQT Tập đoàn Masan                         | 1.789,028              | Tập đoàn Masan (MSN)                           |
| 7        | Nguyễn Văn Đạt   | Chủ tịch HĐQT PDR                                        | 1.443,840              | Công ty phát triển bất động sản Phát Đạt (PDR) |

### Năm 2010
Danh sách những người có tài sản bằng cổ phiếu lớn nhất trên sàn chứng khoán Việt Nam năm 2010 được dựa trên thông tin công bố, báo cáo tài chính và cáo bạch của hơn 650 công ty niêm yết tại hai sàn TP. Hồ Chí Minh và Hà Nội.
| Thứ hạng | Họ và tên          | Chức danh                                                                              | Tổng tài sản (tỷ đồng) | Nguồn tài sản |
| -------- | ------------------ | -------------------------------------------------------------------------------------- | ---------------------- | --- |
| 1        | Phạm Nhật Vượng    | - Thành viên HĐQT VIC - Thành viên HĐQT VPL                                            | 15.775,684             | - Công ty Vincom (VIC) - Công ty thương mại và du lịch Vinpearl (VPL)                                                                                              |
| 2        | Đoàn Nguyên Đức    | Chủ tịch HĐQT Tập đoàn Hoàng Anh Gia Lai                                               | 11.879,310             | Tập đoàn Hoàng Anh Gia Lai (HAG) |
| 3        | Đặng Thành Tâm     | - Chủ tịch HĐQT KBC, SGT - Thành viên HĐQT ITA, NVB                                    | 5.180,172              | - Tổng công ty Phát triển Đô thị Kinh Bắc (KBC) - Công ty Công nghệ Viễn thông Sài Gòn (SGT) - Công ty Đầu tư Công nghiệp Tân Tạo (ITA) - Ngân hàng Nam Việt (NVB) |
| 4        | Trần Đình Long     | Chủ tịch HĐQT Tập đoàn Hòa Phát                                                        | 2.962,872              | Tập đoàn Hòa Phát (HPG) |
| 5        | Nguyễn Văn Đạt     | Chủ tịch HĐQT kiêm TGĐ PDR                                                             | 2.611,200              | Công ty phát triển bất động sản Phát Đạt (PDR) |
| 6        | Phạm Thu Hương     | Vợ ông Phạm Nhật Vượng, thành viên HĐQT VIC, VPL                                       | 2.341,304              | - Công ty Vincom (VIC) - Công ty Vinpearl (VPL) |
| 7        | Đặng Thị Hoàng Yến | Chủ tịch HĐQT ITA                                                                      | 2.046,990              | Công ty Đầu tư Công nghiệp Tân Tạo (ITA) |
| 8        | Hà Văn Thắm        | Chủ tịch HĐQT OGC, OCH                                                                 | 2.012,865              | - Tập đoàn Đại Dương (OGC) - Công ty Khách sạn và Dịch vụ Đại Dương (OCH)                                                                                          |
| 9        | Phạm Thuý Hằng     | Thành viên HĐQT VIC                                                                    | 1.880,893              | Công ty Vincom (VIC) |
| 10       | Nguyễn Duy Hưng    | - Chủ tịch HĐQT kiêm Tổng giám đốc SSI - Cổ đông lớn tại PAN và HAG - Ủy viên HĐQT VSH | 1.740,745              | - Công ty Chứng khoán Sài Gòn (SSI) - Công ty Xuyên Thái Bình Dương (PAN) - Tập đoàn Hoàng Anh Gia Lai (HAG) - Thủy điện Vĩnh Sơn Sông Hinh (VSH)                  |

## Thập niên 2000

### Năm 2009
Danh sách tỷ phú năm 2009 được xây dựng trên cơ sở khảo sát hơn 10.000 bản tin và cáo bạch của gần 420 mã trong tổng số 459 cổ phiếu đang niêm yết trên hai sàn Hà Nội và TP. Hồ Chí Minh.
| Thứ hạng | Họ và tên           | Quốc tịch | Chức danh | Tổng tài sản (tỷ đồng) | Nguồn tài sản |
| -------- | ------------------- | --------- | --- | ---------------------- | --- |
| 1        | Đoàn Nguyên Đức     | Việt Nam  | Chủ tịch HĐQT Tập đoàn Hoàng Anh Gia Lai                                                                           | 11.439,335             | Tập đoàn Hoàng Anh Gia Lai (HAG) |
| 2        | Phạm Nhật Vượng     | Việt Nam  | - Thành viên HĐQT VIC - Thành viên HĐQT VPL                                                                        | 8.948,803              | - Công ty Vincom (VIC) - Công ty thương mại và du lịch Vinpearl (VPL)                                                                                     |
| 3        | Đặng Thành Tâm      | Việt Nam  | - Chủ tịch HĐQT kiêm TGĐ KBC - Thành viên HĐQT ITA - Chủ tịch HĐQT SGT                                             | 4.727,295              | - Công ty Phát triển Đô thị Kinh Bắc (KBC) - Công ty Đầu tư và Công nghiệp Tân Tạo (ITA) - Công ty Công nghệ viễn thông Sài Gòn (SGT)                     |
| 4        | Trần Đình Long      | Việt Nam  | Chủ tịch HĐQT Tập đoàn Hòa Phát                                                                                    | 2.981,160              | Tập đoàn Hòa Phát (HPG) |
| 5        | Đặng Thị Hoàng Yến  | Việt Nam  | Chủ tịch HĐQT ITA                                                                                                  | 2.697,465              | Công ty Đầu tư và Công nghiệp Tân Tạo (ITA) |
| 6        | Nguyễn Chính Nghĩa  | Đài Loan  | Chủ tịch HĐQT Công ty Quốc tế Hoàng Gia                                                                            | 2.229,048              | Công ty Quốc tế Hoàng Gia (RIC) |
| 7        | Nguyễn Duy Hưng     | Việt Nam  | - Chủ tịch HĐQT kiêm Tổng giám đốc SSI - Cổ đông lớn tại PAN - Ủy viên Hội đồng quản trị VSH - Cổ đông lớn tại HAG | 2.045,369              | - Công ty Xuyên Thái Bình Dương (PAN) - Công ty Chứng khoán Sài Gòn (SSI) - Công ty Thủy điện Vĩnh Sơn Sông Hinh (VSH) - Tập đoàn Hoàng Anh Gia Lai (HAG) |
| 8        | Nguyễn Thị Kim Xuân | Việt Nam  | Cổ đông lớn, chị vợ ông Đặng Thành Tâm                                                                             | 1.608,961              | - Công ty Phát triển Đô thị Kinh Bắc (KBC) - Công ty Công nghệ Viễn thông Sài Gòn (SGT)                                                                   |
| 9        | Lê Phước Vũ         | Việt Nam  | Chủ tịch HĐQT kiêm TGĐ Tập đoàn Hoa Sen                                                                            | 1.337,982              | Tập đoàn Hoa Sen (HSG) |
| 10       | Phạm Thu Hương      | Việt Nam  | Vợ ông Phạm Nhật Vượng, thành viên HĐQT VIC và VPL                                                                 | 1.313,235              | - Công ty Vincom (VIC) - Công ty thương mại và du lịch Vinpearl (VPL)                                                                                     |

### Năm 2008
Danh sách năm 2008 được xây dựng trên cơ sở thông tin công khai của 310 công ty trong tổng số 345 đơn vị đang niêm yết cổ phiếu ở Sở giao dịch chứng khoán TP. Hồ Chí Minh và Hà Nội, tính đến ngày 31 tháng 12 năm 2008.
| Thứ hạng | Họ và tên             | Chức danh                                               | Tổng tài sản (tỷ đồng) | Nguồn tài sản |
| -------- | --------------------- | ------------------------------------------------------- | ---------------------- | --- |
| 1        | Đoàn Nguyên Đức       | Chủ tịch HĐQT Tập đoàn Hoàng Anh Gia Lai                | 6.159,642              | Tập đoàn Hoàng Anh Gia Lai |
| 2        | Phạm Nhật Vượng       | Thành viên HĐQT                                         | 5.225,484              | - Công ty Vincom - Công ty Du lịch và Thương mại Vinpearl                                                                        |
| 3        | Đặng Thành Tâm        | Chủ tịch HĐQT kiêm Tổng giám đốc                        | 3.279,965              | - Công ty Phát triển Đô thị Kinh Bắc - Công ty Đầu tư và Công nghiệp Tân Tạo - Công ty Công nghệ Viễn thông Sài Gòn              |
| 4        | Trần Đình Long        | Chủ tịch HĐQT Tập đoàn Hòa Phát                         | 1.578,150              | Tập đoàn Hòa Phát |
| 5        | Đặng Thị Hoàng Yến    | Chủ tịch HĐQT Công ty Đầu tư và Công nghiệp Tân Tạo     | 1.345,000              | Công ty Đầu tư và Công nghiệp Tân Tạo                                                                                            |
| 6        | Phạm Thu Hương        | - Vợ ông Phạm Nhật Vượng - Thành viên HĐQT              | 995,122                | - Công ty Vincom - Công ty Thương mại và Du lịch Vinpearl                                                                        |
| 7        | Nguyễn Duy Hưng       | Chủ tịch HĐQT SSI                                       | 971,061                | - Công ty Xuyên Thái Bình Dương - Công ty Chứng khoán Sài Gòn - Công ty Thủy điện Vĩnh Sơn Sông Hinh - Công ty Hoàng Anh Gia Lai |
| 8        | Đặng Thị Hoàng Phượng | Thành viên HĐQT, em gái ông Đặng Thành Tâm              | 669,968                | - Công ty Phát triển Đô thị Kinh Bắc - Công ty Đầu tư và Công nghiệp Tân Tạo - Công ty Công nghệ Viễn thông Sài Gòn              |
| 9        | Đặng Ngọc Lan         | Vợ ông Nguyễn Đức Kiên, Phó Chủ tịch HĐQT Ngân hàng ACB | 615,658                | Ngân hàng ACB |
| 10       | Trương Gia Bình       | Chủ tịch HĐQT FPT                                       | 582,871                | Công ty Công nghệ FPT |

### Năm 2007
Danh sách năm 2007 được xây dựng trên cơ sở thông tin công khai của 237 công ty trong tổng số 253 đơn vị đang niêm yết cổ phiếu ở Sở giao dịch chứng khoán TP. Hồ Chí Minh và Hà Nội, tính đến ngày 31 tháng 12 năm 2007.
Chú thích:

     Người Việt gốc Hoa

     Người Kinh
| Thứ hạng | Họ và tên             | Chức danh                                                                           | Tổng tài sản (tỷ đồng) | Nguồn tài sản                                                                                        |
| -------- | --------------------- | ----------------------------------------------------------------------------------- | ---------------------- | --- |
| 1        | Đặng Thành Tâm        | - Chủ tịch HĐQT kiêm Tổng giám đốc KBC - Thành viên HĐQT ITA                        | 6.293,400              | - Công ty Phát triển Đô thị Kinh Bắc - Công ty Đầu tư và Công nghiệp Tân Tạo                         |
| 2        | Phạm Nhật Vượng       | Thành viên HĐQT Công ty Vincom                                                      | 3.750,926              | Công ty Vincom                                                                                       |
| 3        | Trần Đình Long        | Chủ tịch HĐQT Tập đoàn Hòa Phát                                                     | 3.476,200              | Tập đoàn Hòa Phát                                                                                    |
| 4        | Nguyễn Duy Hưng       | - Chủ tịch HĐQT kiêm Tổng giám đốc SSI - Cổ đông sáng lập PAN - Thành viên HĐQT VSH | 2.801,181              | - Công ty Chứng khoán Sài Gòn - Công ty Thủy điện Vĩnh Sơn Sông Hinh - Công ty Xuyên Thái Bình Dương |
| 5        | Doãn Tới              | Chủ tịch HĐQT kiêm Tổng giám đốc Công ty Nam Việt                                   | 2.635,600              | Công ty Nam Việt                                                                                     |
| 6        | Trần Kim Thành        | Chủ tịch HĐQT NKD, KDC                                                              | 2.153,740              | - Công ty Chế biến Thực phẩm Kinh Đô - Công ty Chế biến Thực phẩm Kinh Đô Miền Bắc                   |
| 7        | Trương Gia Bình       | Chủ tịch HĐQT kiêm Tổng giám đốc FPT                                                | 1.701,985              | Công ty phát triển đầu tư công nghệ FPT                                                              |
| 8        | Đặng Ngọc Lan         | Vợ ông Nguyễn Đức Kiên Phó chủ tịch HĐQT ACB                                        | 1.701,109              | Ngân hàng cổ phần Á Châu                                                                             |
| 9        | Nguyễn Đức Kiên       | Phó Chủ tịch HĐQT ACB                                                               | 1.553,329              | Ngân hàng cổ phần Á Châu                                                                             |
| 10       | Đặng Thị Hoàng Phượng | Thành viên HĐQT KBC, ITA, em gái ông Đặng Thành Tâm                                 | 1.423,350              | - Công ty Phát triển Đô thị Kinh Bắc - Công ty Đầu tư và Công nghiệp Tân Tạo                         |

### Năm 2006
Danh sách dưới đây được xây dựng trên cơ sở thông tin công khai của các công ty đang niêm yết cổ phiếu ở Sở Giao dịch Chứng khoán Thành phố Hồ Chí Minh và Hà Nội.
Chú thích:

     Người Việt gốc Hoa

     Người Kinh
| Thứ hạng | Họ và tên            | Chức danh | Tổng tài sản (tỷ đồng) | Nguồn tài sản |
| -------- | -------------------- | --- | ---------------------- | --- |
| 1        | Trương Gia Bình      | Chủ tịch HĐQT kiêm Tổng giám đốc FPT | 2.354                  | Công ty cổ phần Phát triển Đầu tư Công nghệ FPT                                                                              |
| 2        | Lê Quang Tiến        | Phó chủ tịch HĐQT kiêm Phó tổng giám đốc FPT | 1.706                  | Công ty cổ phần Phát triển Đầu tư Công nghệ FPT                                                                              |
| 3        | Bùi Quang Ngọc       | Phó chủ tịch HĐQT kiêm Phó tổng giám đốc FPT | 1.193                  | Công ty cổ phần Phát triển Đầu tư Công nghệ FPT                                                                              |
| 4        | Lê Văn Quang         | Chủ tịch kiêm Tổng giám đốc MPC | 1.146                  | Công ty cổ phần Thủy sản Minh Phú                                                                                            |
| 5        | Chu Thị Bình         | Phó tổng giám đốc MPC, vợ ông Lê Văn Quang | 1.146                  | Công ty cổ phần Thủy sản Minh Phú                                                                                            |
| 6        | Hoàng Minh Châu      | Phó chủ tịch HĐQT kiêm Phó tổng giám đốc FPT | 937,2                  | Công ty cổ phần Phát triển Đầu tư Công nghệ FPT                                                                              |
| 7        | Nguyễn Duy Hưng      | - Chủ tịch HĐQT kiêm Tổng giám đốc Công ty Chứng khoán Sài Gòn SSI - Ủy viên HĐQT Công ty Vĩnh Sơn Sông Hinh - Ủy viên HĐQT Công ty cổ phần xuyên Thái Bình Dương | 909,6                  | - Công ty cổ phần Chứng khoán Sài Gòn - Công ty cổ phần thủy điện Vĩnh Sơn Sông Hinh - Công ty cổ phần xuyên Thái Bình Dương |
| 8        | Đỗ Cao Bảo           | Thành viên HĐQT FPT | 891,6                  | Công ty cổ phần Phát triển Đầu tư Công nghệ FPT                                                                              |
| 9        | Nguyễn Thị Mai Thanh | - Chủ tịch HĐQT kiêm Tổng giám đốc REE - Thành viên HĐQT STB | 887,4                  | - Công ty cổ phần Cơ điện lạnh - Ngân hàng cổ phần Sài Gòn Thương Tín                                                        |
| 10       | Trần Kim Thành       | - Chủ tịch HĐQT kiêm Tổng giám đốc điều hành KDC - Chủ tịch HĐQT kiêm Tổng giám đốc điều hành NKD                                                                 | 836,2                  | - Công ty cổ phần Kinh Đô - Công ty cổ phần Kinh Đô miền Bắc                                                                 |